# Fédération asiatique d'haltérophilie
La Fédération asiatique d'haltérophilie (anglais : Asian Weightlifting Federation (AWF)) est une association qui regroupe les fédérations nationales d'haltérophilie en Asie. Son rôle est de gérer et développer l'haltérophilie à l'échelon continental. Elle est basée à Doha, au Qatar.
L'organisme est fondé en 1958 à Tokyo, en marge des troisièmes Jeux asiatiques.